# Frida Axell
Frida Axell, född 2001 i Göteborg, är en svensk ishockeymålvakt som spelar för Luleå HF/MSSK i Svenska damhockeyligan. Axells moderklubb är Partille HK med vilka hon spelade som junior innan hon värvades av Göteborg HC. Till säsongen 2021/22 värvades hon av Luleå HF/MSSK och har tagit två SM-guld med dem. Axell har spelat två juniorlandskamper och varit uttagen till landslaget två säsonger.